# Campionati europei di ciclismo su strada 2016 - Cronometro maschile Elite
La cronometro maschile Elite dei Campionati europei di ciclismo su strada 2016, la prima della storia, si disputò il 15 settembre 2016 su un percorso di 45 km con partenza e arrivo a Plumelec, in Francia. La medaglia d'oro fu appannaggio dello spagnolo Jonathan Castroviejo, il quale completò il percorso con il tempo di 58'13", alla media di 46,894 km/h; l'argento andò invece al belga Victor Campenaerts e il bronzo all'italiano Moreno Moser.
Sul traguardo di Plumelec 38 ciclisti, su 39 partenti, portarono a termine la competizione.

## Ordine d'arrivo (Top 10)
| Pos. | Corridore            | Squadra    | Tempo   |
| ---- | -------------------- | ---------- | ------- |
| 1    | Jonathan Castroviejo | Spagna     | 58'13"  |
| 2    | Victor Campenaerts   | Belgio     | a 30"   |
| 3    | Moreno Moser         | Italia     | a 39"   |
| 4    | Nélson Oliveira      | Portogallo | a 56"   |
| 5    | Anthony Roux         | Francia    | a 59"   |
| 6    | Yves Lampaert        | Belgio     | a 1'01" |
| 7    | Primož Roglič        | Slovenia   | a 1'07" |
| 8    | Nicolas Roche        | Irlanda    | a 1'14" |
| 9    | Marcin Białobłocki   | Polonia    | a 1'16" |
| 10   | Anton Vorob'ëv       | Russia     | s.t.    |